# Путна (комуна)
Путна (рум. Putna) — комуна у повіті Сучава в Румунії. До складу комуни входять такі села (дані про населення за 2002 рік):
- Гура-Путней (1324 особи)
- Путна (2414 осіб)

Комуна розташована на відстані 383 км на північ від Бухареста, 53 км на північний захід від Сучави.
6 липня 1940 року радянські війська спробували захопити Путну і приєднати її до Української РСР, але атака була відбита румунськими військами.

## Населення
За даними перепису населення 2002 року у комуні проживали 3738 осіб.
Національний склад населення комуни:
| Національність | Кількість осіб | Відсоток |
| -------------- | -------------- | -------- |
| румуни         | 3716           | 99,4%    |
| німці          | 15             | 0,4%     |
| угорці         | 4              | 0,1%     |
| українці       | 3              | 0,1%     |

Рідною мовою назвали:
| Мова       | Кількість осіб | Відсоток |
| ---------- | -------------- | -------- |
| румунська  | 3733           | 99,9%    |
| німецька   | 4              | 0,1%     |
| українська | 1              | < 0,1%   |

Склад населення комуни за віросповіданням:
| Релігія       | Кількість осіб | Відсоток |
| ------------- | -------------- | -------- |
| православні   | 3499           | 93,6%    |
| п'ятдесятники | 187            | 5,0%     |
| римо-католики | 51             | 1,4%     |
| реформати     | 1              | < 0,1%   |